# Jean II d'Oświęcim
Jean II d’Oświęcim (en polonais Jan II Oświęcimski), de la dynastie des Piasts, est né vers 1330 et est mort en 1375 ou en 1376. Il est duc d’Oświęcim de 1372 à 1375/6.
Jean II est le seul fils de Jean Ier le Scolastique et de sa première épouse dont on ignore l’identité. Encore du vivant de son père, il exerce le pouvoir avec lui.
Il devient le véritable souverain du duché d’Oświęcim après la mort de son père en 1372. Le 9 octobre 1372, son suzerain, le roi de Bohême Venceslas IV, le confirme en tant que duc d’Oświęcim. Jean II désigne le duc de Cieszyn Przemyslaw Ier comme successeur. Jean III étant déjà né à cette époque, on peut penser que celui-ci était destiné à une carrière religieuse.
Jean II d’Oświęcim est mort entre le 1er juin 1375 et le 8 octobre 1376. Il est inhumé dans l’église des Dominicains d’Oświęcim.
Vers 1366, il épouse Hedwige, la fille du duc de Brzeg Louis Ier, qui lui donne:
- Jean III
- Anne (née 1366/1376 morte 6 septembre 1440/12 avril 1454) épouse vers janvier 1396 Půta II de Častolovice et ensuite vers 1442 un certain « dux » Aleksander
- Catherine duchesse titulaire d'Oświęcim et dame de Gliwice (née vers 1366/1376 morte vers le 5 novembre 1403).

## Source
- (de) Europäische Stammtafeln Vittorio Klostermann, Gmbh, Francfort-sur-le-Main, 2004  (ISBN 3465032926),  Die Herzoge von Auschwitz †1495/97, von Zator †1513 und von Tost †1464 sowie die Herzoge von Teschen 1315-1625 resp. 1653 des Stammes der Piasten  Volume III Tafel 16.